# Walter Sisulu
Walter Max Ulyate Sisulu (Ngcobo, Transkei, 18 de maig de 1912 - Johannesburg, PWV, 5 de maig de 2003) va ser un activista anti-apartheid i membre del Congrés Nacional Africà (ANC). Durant un temps va ser Secretari General i President de l'ANC. Va estar empresonat a Robben Island, on hi va ser confinat durant més de 25 anys.

## Biografia

### Família i educació
Sisulu va néixer a Ngcobo, Unió Sud-africana. La seva mare, Alice Mase Sisulu, era una treballadora domèstica xosa, mentre que el seu pare, Albert Victor Dickenson, era un blanc. Dickenson havia treballat al Departament del Ferrocarril de la Colònia del Cap entre 1903 i 1909, i va ser transferit posteriorment a l'Oficina del Magistrat en Cap d'Umtata el 1910. La seva mare es relacionava amb Evelyn Mase, la primera muller de Nelson Mandela. Dickenson no va jugar cap paper en l'educació del seu fill. Walter i la seva germana, Rosabella, van ser criats per la família materna, que descendien del clan Thembu.
Sisulu va ser educat en una escola de missioners, que va abandonar el 1926 per cercar feina. Walter va viatjar fins a Johannesburg, el 1928, on va ocupar-se en diversos treballs manuals.
El 1944 es va casar amb Albertina, i Nelson Mandela va ser el padrí de la seva boda. La parella va tenir cinc fills, a més a més d'adoptar-ne quatre més. La seva muller i els seus fills també van ser activistes anti-apartheid.
Un dels seus fills, Zwelakhe Sisulu, es va fer periodista i va ser un dels fundadors del diari New Nation, que en el seu moment va ser el diari per natius més venut de Sud-àfrica. També va servir com a secretari de premsa de Nelson Mandela, es va convertir en director de la South African Broadcast Corporation i, finalment, en home de negocis. A més a més, una de les seves filles adoptives, Beryl Rose Sisulu, va servir com a ambaixadora de la República de Sud-àfrica a Noruega.

### Congrés Nacional Africà
Walter Sisulu es va unir al Congrés Nacional Africà el 1940. El 1943, juntament amb Nelson Mandela i Oliver Tambo, es va afiliar a la Lliga Juvenil del Congrés Nacional Africà, fundada per Anton Lembede, de la qual al començament va ser el tresorer. Poc després es va distanciar de Lembede després que aquest ridiculitzés Sisulu pels seus orígens (Walter era fill d'un estranger blanc). Sisulu va ser un brillant propagandista polític, que va tenir un rol prominent en l'organització militar Umkhonto We Sizwe («Llança de la Nació»). Va esdevenir Secretari General de l'ANC el 1949 en substitució de la vella i passiva direcció d'aleshores. Va ocupar el càrrec fins al 1954. També es va afiliar al Partit Comunista de Sud-àfrica.
Com un dels organitzadors de la Campanya de Desafiament del 1952, va ser arrestat aquell any i jutjat. El 1953 va viatjar a Europa, l'URSS, Israel, i la Xina com a representant de l'ANC. En els següents deu anys va ser empresonat set vegades, inclosos els cinc mesos que hi va passar el 1960, i el 1962 va quedar en arrest domiciliari.
Al Judici per Traïció (1956-1961), en principi, va ser sentenciat a sis anys de presó, però va ser posat en llibertat en espera de l'apel·lació. El 1963 va passar a la clandestinitat després que la seva dona es convertís en la primera dona arrestada sota la Llei General de Modificació de les Lleis d'aquell mateix any. Tot i així, va ser atrapat a Liliesleaf Farm, a Rivonia, l'11 de juliol juntament amb setze companys. Després del Judici de Rivonia (1963-1964), va ser sentenciat a cadena perpètua el 12 de juny de 1964. Amb altres velles figures de l'ANC, Walter Sisulu va passar la major part de la seva sentència a Robben Island. No obstant, el març de 1982 va ser traslladat a la Presó de Màxima Seguretat de Pollsmoor, prop de Ciutat del Cap, juntament amb Mandela, Raymond Mhlaba i Andrew Mlangeni. L'octubre d'aquell mateix anys se'ls hi sumaria Ahmed Kathrada.

### Era post-apartheid
El 15 d'octubre de 1989, Walter Sisulu, juntament amb Jeff Masemola, Raymond Mhlaba, Billy Nair, Wilton Mkwayi, Andrew Mlangeni, Elias Motsoaledi, Oscar Mpetha, i Ahmed Kathrada, va ser alliberat a la Presó de Johannesburg.Sisulu havia passat 26 anys a la presó.
El juliol del 1991 va ser elegit president de l'ANC durant la Primera Conferència Nacional de l'ANC després de legalitzar-se l'any anterior. Es va mantenir al càrrec fins a les primeres eleccions democràtiques de Sud-àfrica, l'any 1994.

## Reconeixements
- Medalla Isitwalandwe (1992): Màxima distinció entregada pel Congrés Nacional Africà. Atorgat per la seva contribució a la lluita per l'alliberament a Sud-àfrica.

- Padma Vibhushan (1998: Distinció concedida pel Govern de l'Índia.

- Walter Sisulu va rebre un "Funeral d'Estat Especial" el 17 de maig de 2003.

- El 2004 va ser votat com el 33è sud-africà més rellevant de tots els temps pels espectadors del programa Great South Africans.

- El Walter Sisulu National Botanic Garden i la Walter Sisulu University porten el nom en el seu honor.